# Филиштинская, Ирина Николаевна
Ирина Николаевна Филиштинская (до 2014 года — Уралёва; род. 14 июня 1990, Салават, Башкирская АССР) — российская волейболистка, связующая, мастер спорта России международного класса.

## Биография
Родилась в городе Салавате. Волейболом начала заниматься в 1999 году в возрасте 9 лет, её первым тренером была Ирина Владимировна Терехова. Воспитанница группы подготовки при команде «Балаковская АЭС». В 2006—2012 годах выступала за «Балаковскую АЭС» (с 2009 года — «Протон»), с сезона-2009/10 являлась капитаном команды из Саратовской области. В 2012—2016 годах играла за краснодарское «Динамо», затем в течение двух сезонов — за «Динамо-Казань». 
В апреле 2018 года приостановила спортивную карьеру. Спустя два года вернулась в волейбол, подписав контракт с красноярским «Енисеем», а летом 2021 года перешла в калининградский «Локомотив» и в его составе стала двукратной чемпионкой России. Весной 2025 года пополнила состав «Корабелки» из Санкт-Петербурга.
В сентябре 2008 года в составе молодёжной сборной России выиграла серебряную медаль на чемпионате Европы в Италии. В составе студенческой сборной России в 2011 году стала бронзовым призёром Универсиады в Шэньчжэне.
В июне 2010 года дебютировала в национальной сборной страны на турнире «Монтрё Волей Мастерс», тем же летом стала победителем турнира на Кубок Бориса Ельцина.
Летом 2015 года в составе второй сборной России выступала на «Монтрё Волей Мастерс» и Европейских играх в Баку, а со студенческой командой завоевала золотую медаль на Универсиаде в Кванджу.
В 2017 году вновь выступала за национальную сборную России, участвовала в матчах Гран-при, Всемирного Кубка чемпионов и чемпионата Европы. В мае 2025 года играла в матче со сборной Сербии — Кубке Первого канала.

## Достижения

### В клубной карьере
- Чемпионка России (2022/23, 2024/25), серебряный (2016/17, 2017/18, 2022/23, 2023/24) и бронзовый (2015/16) призёр чемпионата России.
- Обладательница Кубка России (2014, 2015, 2016, 2017, 2025), серебряный (2021, 2022) и бронзовый (2012, 2013) призёр Кубка России.
- Обладательница Кубка ЕКВ (2014/15, 2015/16, 2016/17).
- Обладательница Кубка вызова (2012/13).
- Серебряный призёр клубного чемпионата мира (2015).

### Со сборными России
- Серебряный призёр чемпионата Европы среди молодёжных команд (2008).
- Чемпионка Универсиады (2015), бронзовый призёр Универсиады (2011).
- Обладательница Кубка Бориса Ельцина (2010), серебряный призёр Кубка Бориса Ельцина (2017).

## Личная жизнь
В 2012 году окончила Балаковский филиал Саратовской государственной академии права. 
В 2014 года вышла замуж за волейбольного тренера Дмитрия Филиштинского, сына заслуженного тренера Украины Игоря Филиштинского.